# Řecká reprezentace ve fotbale amputovaných
Řecká reprezentace ve fotbale amputovaných reprezentuje Řecko na mezinárodních turnajích, jako jsou mistrovství Evropy a Amp Futbol Cup.

## Dějiny
Dne 11.–12. června 2016 se v Sofiku konalo první soustředění reprezentace, zúčastnilo se ho 9 hráčů. V období od října 2016 do ledna 2017 sehrál tým celkem čtyři přátelská utkání. Dne 9. června 2017 sehrála reprezentace první oficiální zápas, proti Anglii. V roce 2017 se zúčastnila Amp Futbol Cupu a mistrovství Evropy. V roce 2018 hráli na Tournoi des amputés à Bruges, kde vyhráli svůj první oficiální zápas.

## Účast na mezinárodních turnajích
| Soutěž                                     | Ročník | Výsledek  | Pozice | Z | V | R | P | G+ | G- | +/- | B |
| ------------------------------------------ | ------ | --------- | ------ | - | - | - | - | -- | -- | --- | - |
| Amp Futbol Cup                             | 2017   | Skupina   | 6/6    | 4 | 0 | 0 | 4 | 0  | 28 | -28 | 0 |
| Mistrovství Evropy ve fotbale amputovaných | 2017   | Skupina A | 12/12  | 6 | 0 | 1 | 5 | 1  | 28 | -27 | 0 |
| Mistrovství Evropy                         | 2021   | Skupina B | 10/12  | 5 | 2 | 0 | 3 | 5  | 9  | -4  | 0 |
| Mistrovství Evropy                         | 2024   | Skupina D | 15/16  | 6 | 2 | 0 | 4 | 7  | 18 | -11 | ' |